# Quang Hưng, An Lão (Hải Phòng)
Quang Hưng là một xã thuộc huyện An Lão, thành phố Hải Phòng, Việt Nam.
Xã Quang Hưng có diện tích 6,81 km², dân số năm 1999 là 5662 người, mật độ dân số đạt 831 người/km².